# Kenbak-1
Le Kenbak-1 est un ordinateur à circuits intégrés commercialisé en 1971 et considéré comme « le premier ordinateur personnel » lors du premier concours organisé en 1986 par le The Computer Museum, Boston (en), devenu depuis le musée de l'histoire de l'ordinateur, dirigé par divers experts dont Steve Wozniak, puis par le American Computer & Robotics Museum (en) comme « le premier ordinateur personnel disponible dans le commerce »,. Seulement quarante exemplaires environ ont été construits et vendus. 

## Historique
Le Kenbak-1 a été conçu et réalisé par John V. Blankenbaker en 1970 dans le garage de son domicile de Brentwood (Los Angeles). Puis la petite société qu'il avait fondée avec cinq investisseurs, la Kenbak Corporation, s'installa à Northridge (Los Angeles). Blankenbaker a réalisé lui-même une grande partie de son assemblage. 
Il a été vendu en kit à partir de septembre 1971 au moyen d'une publicité dans le magazine Scientific American pour 750 US$ (
4735 dollars actuels[Quand ?]). En 1973, la production du Kenbak-1 s'est arrêtée avec la fermeture de Kenbak Corporation.
Parmi les quelque quarante unités produites et parfois livrées assemblées, certaines ont été utilisées jusqu’au tout début des années 1990 à la formation d’électroniciens pour les familiariser avec le fonctionnement et l'architecture des ordinateurs dans des établissements scolaires.
En 2019, il en subsiste quatorze exemplaires.

## Caractéristiques
Inventé avant le premier microprocesseur, le Kenbak-1 n'avait pas un processeur sur un seul circuit, mais était basé entièrement sur des circuits intégrés TTL. Il mesurait environ 10 cm de haut, 49 cm de longueur et 29 cm de large
Il avait une horloge cadencée à 1 MHz, et une mémoire série de 256 octets formée de deux registres à décalage de 1 024 bits (Intel 1 404 A). L'accès à une donnée prenait donc en moyenne 512 cycles. Les registres, y compris l'accumulateur et le compteur de programme, étaient en mémoire. Sa lenteur était due au fait que chaque instruction nécessitait la lecture et l'écriture du compteur du programme, le chargement de l'instruction, et diverses opérations sur l'accumulateur et l'opérande de l'instruction : il n'exécutait ainsi qu'environ 300 instructions par seconde. 
Le Kenbak-1 était programmé en langage machine avec les boutons et les interrupteurs en façade. La sortie se faisait sur une série de lampes.